# Le Mot
Le Mot (en russe : слово) est le titre d'une courte nouvelle en russe de l'écrivain Vladimir Nabokov parue le 7 janvier 1923 dans la revue Roul à Berlin. La nouvelle a ét traduite en anglais sous le titre The Word et publiée par Dmitri Nabokov dans le New Yorker le 26 décembre 2005. La traduction française de Bernard Kreise est la première en français et a été faite à partir du texte original russe.

## Contexte
Le 28 mars 1922, Vladimir Dmitrievitch Nabokov, le père de Vladimir Vladimirovitch, est assassiné à Berlin. Les quatre premiers ouvrages (deux traductions et deux recueils de poèmes) de Nabokov paraissent durant l'automne 1922. À Noël, Nabokov peut offrir à sa fiancée un exemplaire de ses poèmes, mais le 9 janvier 1923, mécontents de l'absence de situation stable de Vladimir Nabokov, les parents de Svletana Sievert forcent leur fille à mettre un terme à ses fiançailles avec Vladimir. Celui-ci ci se met à écrire des nouvelles.

## Résumé
La nouvelle est extrêmement courte, à peine cinq pages. Sa trame se réduit à une vision onirique nocturne. Le narrateur est emporté au bord d'une route, dans une région montagneuse. Le narrateur rapporte que : « Je suffoquais de la splendeur des lieux, la route sur laquelle je me tenais s'emplit d'une bourrasque d'ailes. » Passe alors, impassible, un cortèges d'anges avec « une démarche éthérée ».

« Des ailes, des ailes, des ailes ! Comment transmettrai-je leurs galbe et leurs nuances ? Toutes étaient puissantes et délicates - rousse, purpurines, d'une bleu profond, d'une noir velouté, une poussière ardente poudrait les extrémités arrondies de leurs plumes recourbées Ces nuages érigés se dressaient juste au-dessus des épaules lumineuses des anges et l'un d'entre eux, en un ravissement merveilleux, l'espace d'un instant, ouvrait sa beauté ailée, et c'était comme un jaillissement de soleils, comme le braillement de millions d'yeux. »

— Vladimir Nabokov, Le Mot.
Malgré les tentatives de les arrêter, les anges passent et s'éloignent, imperturbables.« Un miracle alors s'accomplit ; l'un des derniers anges demeura en arrière, il se retourna et s'approcha doucement de moi. [...]
 Alors, la tête penchée, j'appiquai contre mes yeux aveuglé mes mains brûlées, tachées d'une argile coursante, et je me mis à lui narrer mon affliction. Je voulais lui expliquer la beauté de mon pays et l'effroi de ses noires torpeurs, mais je ne trouvais pas les mots nécessaires. »
Désespéré par son incapacité à dire son chagrin, le narrateur implore alors l'ange de l'aider.

« Alors après avoir enlacé un instant mes épaules de ses ailes gorge-de-pigeon, l'ange proféra un seul mot, et dans sa voix je reconnus toutes les voix que j'avais aimées et qui s'étaient tues. Le mot qu'il prononça était si beau que dans un soupir je fermai les yeux et baissai encore plus la tête. Ce fut comme un parfum et un tintement qui s'écoulèrent dans mes veines, ce fut comme le soleil qui se levait dans mon cerveau, et les vallées innombrables de ma conscience reprirent, répétèrent cette sonorité lumineuse et paradisiaque. »

— Vladimir Nabokov, Le Mot.
Mais à son réveil dans l'aube d'hiver, le narrateur ne se rappelle pas le mot qu'il a crié.

## Critique
Dans la monumentale biographie qu'il consacre à Vladimir Nabokov, Brian Boyd revient brièvement sur cette nouvelle de jeunesse pour laquelle il se montre passablement critique.

« Comme Le Lutin, Le Mot mêle l'humain et le transcendant avec trop de raideur. Nabokov apprendrait vite qu'essayer de suivre simultanément deux plans d'existence ne pouvait que le mener à une impasse. Cette nouvelle de jeunesse n'en aurait pas moins d'inestimables résurgences dans l'œuvre de la maturité : le secret définitif que le mourant semble sur le point de révéler dans La Vraie Vie de Sebastian Knight; la clef de l'existence que cache Falther, peut-être pour que nous la trouvions dans Ultima Thulé; le traitreux indice de la « fontaine» dans Feu pâle de Shade. »

— Brian Boyd, Vladimir Nabokov, tome I.

## Édition en français
- Vladimir Nabokov (trad. de l'anglais par Maurice et Yvonne Couturier, Bernard Kreise et Laure Troubetzkoy), Nouvelles complètes, Paris, Gallimard, coll. « Quarto », mars 2010, 868 p. (ISBN 978-2-07-012786-3), « Le Mot »
- Vladimir Nabokov (trad. Maurice Couturier et autres, préf. Maurice Couturier), Œuvres romanesques complètes, t. I, Paris, Gallimard, coll. « Bibliothèque de la Pléiade » (no 461), 1999, 1731 p. (ISBN 978-2-07-011300-2)
- Vladimir Nabokov (trad. de l'anglais par Maurice Couturier et autres, préf. Maurice Couturier), Œuvres romanesques complètes, t. II, Paris, Gallimard, coll. « Bibliothèque de la Pléiade » (no 561), août 2010, 1756 p. (ISBN 978-2-07-011301-9)